# Cacolo
Cacolo és un municipi de la província de Lunda-Sud. Té una població de 30.524 habitants. Comprèn les comunes de Cacolo, Alto Chicapa, Cucumbi i Xassengue. Limita al nord amb els municipis de Capenda Camulemba i Lubalo, a l'est amb els municipis de Saurimo i Dala, al sud amb els municipis de Moxico i Cuemba, i a l'oest amb els municipis de Quirima i Cambundi Catembo.

## Personatges
- Zeferino Zeca Martins (* 1966) arquebisbe de Luanda